# Mariem Smati
Mariem Smati, née le 31 octobre 1986, est une haltérophile tunisienne.

## Carrière
Mariem Smati est médaillée d'argent aux championnats d'Afrique 2008 dans la catégorie des moins de 75 kg.